# Bolero (album Raffaella Carrà)
Bolero è il quindicesimo album della cantante Raffaella Carrà, pubblicato e distribuito nel 1984 dall'etichetta discografica CGD Messaggerie Musicali S.p.A.

## Il disco
Contiene molte delle sigle musicali utilizzate nella storica trasmissione televisiva Pronto, Raffaella?, con cui la Rai inaugurò la sua programmazione nella fascia d'ascolto di mezzogiorno, precedentemente occupata dal monoscopio.
In ordine cronologico, i brani utilizzati nelle due stagioni del programma (1983-84 e 1984-85) furono:
- Fatalità (dall'album omonimo) nell'autunno 1983
- Que dolor (in spagnolo) dalla puntata del 16 aprile 1984
- Dolce far niente e Bolero si alternarono all'inizio della seconda stagione nell'autunno 1984
- Buon Natale durante le festività natalizie del 1984
- Il mio computer (Pronto, Raffaella? 1985), su YouTube. URL consultato il 5 settembre 2021.
- Amico a fine seconda stagione (ultima puntata 31 maggio 1985).

I video, tranne quello de Il mio computer, sono disponibili sul DVD nel cofanetto Raffica Carrà del 2007.
Sergio Japino firma le coreografie dei balletti di Raffaella ed è produttore esecutivo sia del programma, sia del disco.
La prima stampa dell'album avvenne su vinile di colore rosso.
Foto di copertina: Marinetta Saglio.
I testi delle canzoni sono di Gianni Boncompagni e Giancarlo Magalli; il primo regista, il secondo fra gli autori di Pronto, Raffaella?. Le musiche sono composte, arrangiate, orchestrate e suonate da Danilo Vaona, che è anche produttore musicale del disco.
Dal 26 giugno 2024, l'album è disponibile su tutte le piattaforme digitali.

## Versioni internazionali
Album distribuito nel 1985 solo in Spagna con titolo Dolce far niente, artwork differente (fotografia di Rino Petrosino) e solo le tracce Amigo, Dolce far niente e Tele Telefonearte cantate in spagnolo (nell'adattamento di Gonzalo Benavides), lasciando le altre in italiano (CBS 26518).
Esiste un maxi singolo a 45 giri destinato al mercato statunitense che contiene i brani Bolero (lato A) e Rosso (lato B) entrambi nelle lingue originali, rispettivamente inglese e italiano (CBS 6198).

## I brani
Il brano che dà il titolo all'album ha il testo in inglese.
Alcune canzoni saranno riutilizzate da Boncompagni nelle varie edizioni della trasmissione cult Non è la Rai e affidate a varie "ragazze" protagoniste del programma:
- Francesca Gollini (identificata col cognome d'arte Da Bellaria) interpreta con la propria voce Amico,[9] Tele-telefonarti[10] e soprattutto Rosso (che avrà un buon successo),[11] tutte in versione "Rock & Roll", nella seconda stagione (92-93), poi riprese nella terza (93-94). I brani Tele-telefonarti e Rosso sono contenuti nell'album Non è la Rai (febbraio 1993).
- Pamela Petrarolo canta Bolero nella terza stagione (93-94).[12]
- Gabriella Fazzino, vocalist per Romina Citarella, incide Io ti amo nella quarta edizione (94/95). Versione reperibile nella compilation Non è la Rai novanta5 (dicembre 1994).[13]
- Romina Johnson, vocalist per Elisa Zappia, nella quarta edizione incide una nuova versione di Tele-telefonarti,[10] successivamente inserita nell'album Non è la Rai gran finale (giugno 1995).

## Tracce
Testi di Gianni Boncompagni e Giancarlo Magalli, musiche di Danilo Vaona.
Lato A
1. Dolce far niente – 3:23 (musica: Gonzalo Benavides)
2. Stupida gelosia – 4:09
3. Amico – 2:51
4. Il mio computer – 3:09
5. Competition – 3:13

Lato B
1. Bolero – 3:54
2. Io ti amo – 3:58 (Gianni Boncompagni)
3. Tele-telefonarti – 2:59
4. Loving You Losing You – 3:07
5. Rosso – 3:25 (musica: Franco Bracardi)

## Formazione

### Artista
- Raffaella Carrà – voce

### Musicisti
- Luciano Ciccaglioni – chitarra elettrica
- Stephen Head – programmazione sintetizzatore e batteria elettronica
- Danilo Vaona – tastiera, sintetizzatore, batteria elettronica, arrangiamenti, orchestrazione
- Fratelli Balestra – cori